# Patna
Patna (hindsky पटना), dříve Patáliputra, je hlavní město indického státu Bihár. Patří mezi nejstarší nepřetržitě osídlená města na světě. Leží na jižním břehu Gangy v místech, kde se Ganga svou rozlohou podobá spíše moři než řece. Patna je jediné bihárské město, které vypadá jako ostatní moderní města v Indii s kvalitními cestami a dobrou občanskou vybaveností. Město má přes jeden milion obyvatel a je centrem vzdělání i obchodu.[zdroj?]
Patáliputra byla hlavním městem starověké Maurjovské říše, která ve 4. a 3. století př. n. l. ovládala většinu Indie. Od 4. do 6. století se jednalo o hlavní město Guptovské říše.

## Název
Původ samotného pojmu Patna není přesně znám. Může být etymologicky odvozen od slova Patan, hinduistického boha Patan Déví. Podle jiné teorie je název odvozen od přístavního města Pattan.
Ve starověku byla dnešní Patna známá jako Patáliputra, proto je též možné, že Patna je zkrácenina z tohoto názvu. O Patáliputře se zmiňují ve svých zápiscích Megasthenés (kolem 350-290 př. n. l.) či čínský poutník Fa-sien (kolem 337-422). V průběhu staletí bylo město známo pod dalšími názvy jako Patáligram, Kusumpur či Pušpapura. Dnešní jméno Patna město dostalo v době vlády Šér Chán Súra (1486 – 1545).

## Dějiny
Počátky města sahají do doby kolem roku 490 př. n. l., kdy jej měl nechat vystavět magadhský král Adžátašatru. Za jeho vlády bylo totiž hlavní město Rádžgir, a Adžátašatru zamýšlel vystavět nové město v místech s lepší strategickou pozicí pro boj s Liččhavijským Vaišálím. Pro nové město vybral území na břehu Gangy a postupně začal s jeho opevňováním. Od té doby mělo být město neustále osídleno, což z něj činí jedno z nejdéle nepřetržitě osídlených měst na světě vůbec. V době svých posledních let měl Patáliputru navštívit Gautama Buddha, který městu předpověděl velkou budoucnost, avšak zároveň prorokoval jeho úpadek následkem záplav, sporů a požárů.

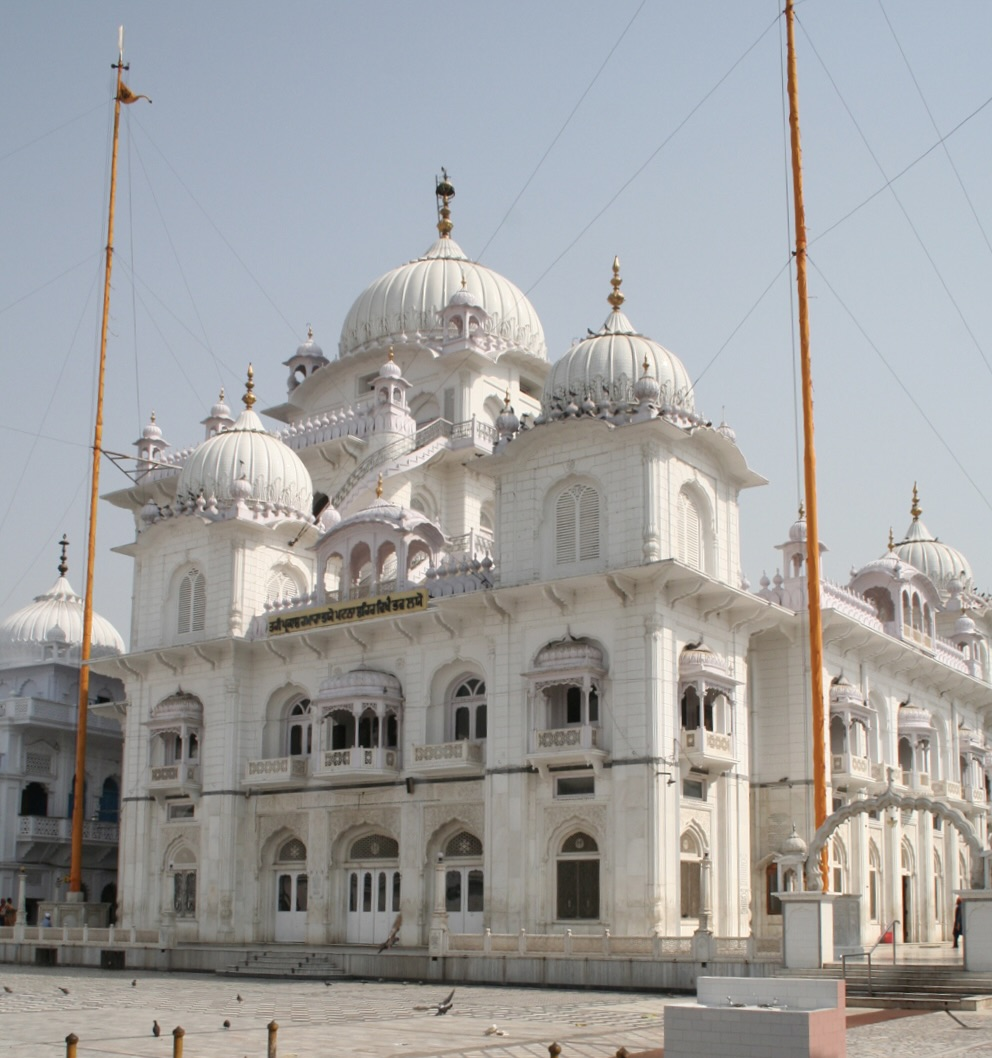
Harmandir Saheb, místo narození Guru Gobinda Singha

V době rozmachu Maurijské říše, která tehdy zabírala takřka celý Indický subkontinent se město stalo jejím hlavním městem. Za krále Ašóky pak bylo původně dřevěné město přestavěno do kamenné podoby. První písemná zmínka o Patáliputře se dochovala v zápiscích Megasthéna, řeckého historika a vyslance na dvoře Čandagupty Maurjy. V jeho zápiscích, nazývaných Indika, se Megasthenés zmiňuje o Patáliputře jako o městě Palibothra, které leželo na soutoku Gangy a Arennovoasy a bylo 9 mil dlouhé a 1,75 kilometrů široké. Mnohem později Patáliputru začali navštěvovat čínští poutníci, kteří sem přejížděli hlavně za vzděláním. Mezi nimi byl i buddhistický mnich Fa-sien, který město navštívil mezi lety 399-414 a zůstal zde mnoho měsíců, aby se věnoval překladům buddhistických textů. Jeho zápisky se zachovaly dodnes a poskytují cenný materiál o tehdejší Patáliputře.
V následujících staletích Patáliputra sloužila jako sídelní město několika dynastiím vládnoucím na území Indického subkontinentu. Nejdříve to byli Guptovci, později Pálové. Avšak město již nikdy nedosáhlo takové slávy jako za dob Maurijské říše. Když ve 12. století Bihár dobyl turecký generál Bakhtijar Khilji, zničil mnoho tehdejších vzdělávacích center a Patáiputra tak ztratila své postavení coby politické a kulturní centrum Indie.
Roku 1666 se v Patně narodil Guru Gobind Singh, desátý sikhský guru. Jeho místo narození je označováno jako Harmandir saheb a je jedním z nejposvátnějších míst sikhů a cílem poutníků. V době Mughalská říše byla Patáliputra ne příliš významným městem. Krátké oživení Patny nastalo v polovině 16. století za vlády Šer Chán Súra, z jehož doby je ve městě dochováno několik mešit i dalších staveb.
S úpadkem říše Mughalů Patna připadla bengálským navábům, kteří sice požadovali na obyvatelích velké daně, avšak nechali Patnu opět vyrůst v centrum obchodu. V průběhu 17. století se Patna pod britskou nadvládou stala centrem mezinárodního obchodu. Britové zde zakládali továrny a obchodovali zejména s kalikem a hedvábím. Poté, co roku 1765 Patna připadla Britské Východoindické společnosti, se město nadále rozvíjelo coby obchodní centrum.
V roce 1912 se Patna stala hlavním městem Urísy a Biháru a Britové pokračovali ve stavění významných budov. Když se Urísa v roce 1935 stala samostatným indickým státem, Patna nadále zůstala hlavním městem Biháru, což platí i po osamostatnění Indie roku 1947. V současné době je město nadále centrem obchodu i vyššího vzdělání.